# الفيران (مسرحية)
الفيران مسرحية كويتية عرضت عام 2016 من إخراج بدر الشعيبي وتأليف  عثمان الشطي وإشراف محمد المسلم.

## بطولة
- بدر الشعيبي
- جاسم عباس
- ناصر عباس
- محمد المسلم
- عبد الله عباس
- شيخة العسلاوي
- رهف العنزي
- فهد الصالح (ممثل كويتي)
- حسين المسلم
- روان الصايغ
- جاسم العباسي
- عبد الله الخضر
- عبد الرحمن اليحيوح

## فريق عمل المسرحية
- تأليف : عثمان الشطي
- فكرة واخراج: بدر الشعيبي
- اشراف عام : محمد المسلم
- مخرج منفذ : عبد الله عباس
- مساعد مخرج :عبد الرحمن اليححيوح
- منفذين الإنتاج : يوسف المجادي و علي الدشتي
- مدير الإنتاج : م.المقداد الإبراهيم
- الحان : بدر الشعيبي
- توزيع ومكس : صهيب العوضي
- هندسة صوتية : منتظر الزاير
- تم التسجيل في ستوديوهات :ORION ART